# Więzienie La Force w Paryżu
Więzienie La Force – nieistniejące już więzienie w IV okręgu paryskim, na prawym brzegu Sekwany.

## Historia
Więzienie zajmowało od 1780 r. dawną rezydencję księcia de la Force, stąd jego nazwa. Było zlokalizowane w kompleksie budynków przy ulicy Roi de Sicile, początkowo z osobnymi oddziałami dla mężczyzn oczekujących na proces oraz dla prostytutek (tzw. małe La Force). W 1830 r. obiekt przeszedł generalny remont, oddział kobiecy został przeniesiony do tzw. Więzienia Magdalenek, natomiast La Force zostało więzieniem męskim, gdzie oczekiwali na proces bądź odbywali wyroki przestępcy zaliczeni do niebezpiecznych i szczególnie niebezpiecznych.
Więźniowie spali w salach zbiorowych, z podziałem według wieku. Osadzeni mogli zarabiać drobne pieniądze pracując w pobliskich zakładach, jednak nie było to obowiązkowe. Ogólne warunki panujące w La Force oceniane były jako dobre, zachowujące zasady higieny, niekiedy wręcz krytykowane za zbytnią wygodę życia niebezpiecznych kryminalistów. Wyjątek stanowiła część dla najbardziej niebezpiecznych, którzy byli izolowani na osobnym dziedzińcu, pod stałym okiem strażników i jedynie na noc byli odprowadzani do izolowanych cel. Więźniowie chorzy byli przenoszeni do szpitala, istniała też łaźnia, rozmównica publiczna oraz osobne miejsce na spotkania z adwokatem przed procesem. La Force należało do większych więzień: średnio przebywało w nim około tysiąca osadzonych.
W swojej historii La Force miało też epizod jako więzienie polityczne, co miało miejsce w czasach Wielkiej Rewolucji Francuskiej. Przetrzymywano w nim wówczas arystokratów oraz pokonanych przeciwników politycznych, z których najsłynniejszymi byli żyrondyści w liczbie 12 byłych deputowanych. W czasie masakr wrześniowych w La Force tłum zlinczował kilkadziesiąt osób podejrzanych o spiskowanie, w tym dawną przyjaciółkę królowej Marii Antoniny, księżniczkę de Lamballe.
Obiekt został rozebrany pod koniec XIX w. ze względu na zły stan techniczny.

## W literaturze
- Więzienie La Force zostało opisane przez Wiktora Hugo w Nędznikach. Do La Force trafia Thenardier oraz zaprzyjaźniony z nim gang Ślepy Kur - autor opisuje używany przez nich więzienny żargon oraz ucieczkę, jaką organizują.
- W La Force oczekuje na proces Andrea Cavalcanti, bohater Hrabiego Monte Christo Aleksandra Dumasa. Autor dokonuje opisu dziedzińca dla szczególnie niebezpiecznych, tzw. Jaskini Lwów.
- W więzieniu La Force popełnia samobójstwo Lucjan, bohater Straconych złudzeń oraz Blasków i nędz życia kurtyzany Honoré de Balzaca.